# Miconia amoena
Miconia amoena é uma espécie endêmica de arbusto da flora de Brasil pertencente à família Melastomataceae.

## Distribuição geográfica
No Brasil ocorre nos estados de Alagoas, Bahia, Paraíba, Pernambuco, Sergipe e Espírito Santo, com concentração de registros do litoral norte do Espírito Santo (Aracruz, Linhares e Conceição da Barra).

## Taxonomia
Miconia amoena foi nomeada por o botânico colombiano José Jerónimo Triana, descrito em Transactions of the Linnean Society of London 28(1): 115. 1871, e publicado em 1871.

## Uso medicinal
Estudos na Universidade Federal da Bahia em 2022 indicaram potencial atuação do extrato é atóxico contra Artemia salina e induze a formação de corpos apoptóticos e morte celular da linha celular imortalizada de monócitos humanos THP-1. Para preparar o extrato, as folhas foram secas, pulverizadas manualmente e maceradas com hexano. Além disso, o extrato apresentou capacidades antioxidantes significativas.

## Conservação
O Governo do Estado do Espírito Santo incluiu em 2005 M. amoena em sua primeira lista de espécies ameaçadas de extinção, por intermédio do Decreto nº 1.499-R, classificando-a como uma espécie vulnerável.